# Liste der Baudenkmäler in Ettenstatt
Auf dieser Seite sind die Baudenkmäler in der mittelfränkischen Gemeinde Ettenstatt zusammengestellt. Diese Tabelle ist eine Teilliste der Liste der Baudenkmäler in Bayern. Grundlage ist die Bayerische Denkmalliste, die auf Basis des Bayerischen Denkmalschutzgesetzes vom 1. Oktober 1973 erstmals erstellt wurde und seither durch das Bayerische Landesamt für Denkmalpflege geführt wird. Die folgenden Angaben ersetzen nicht die rechtsverbindliche Auskunft der Denkmalschutzbehörde.
 Diese Liste gibt den Fortschreibungsstand vom 5. September 2014 wieder und enthält 26 Baudenkmäler.

## Ensembles

### Dorfanger Ettenstatt
Das Ensemble (Lage) umfasst den historischen Ortskern von Ettenstatt, eine in Nordost-Südwestrichtung langgestreckte, von zwei Straßen, dem Ringweg (früher Hirtengasse) und dem Moorfeldweg (früher Höllgasse), durchquerte Angeranlage. Die nordöstliche Schmalseite dieses locker umbauten dörflichen Platzes, der durch die Begrünung seinen ländlichen Charakter noch bewahrt hat, wird von der spätgotischen, im Barock ausgebauten Pfarrkirche beherrscht, eingefasst vom alten Pfarrstadel, den stattlichen Gebäuden des Meierhofes (An der Kirche 4) und dem Gasthaus, einem eindrucksvollen Walmdachbau des 18. Jahrhunderts. In lockerer Gruppierung umgrenzen kleine Bauernanwesen mit erdgeschossigen Wohnstallhäusern des 18. bis frühen 19. Jahrhunderts und größere, meist erneuerte Dreiseithöfe den Anger. Im Südwesten schließt eine Reihe von stattlichen Giebelhäusern des 19. Jahrhunderts das Ensemble ab. Das Ensemble weist mit seinen steilen Satteldachbauten noch das Bild des 18./19. Jahrhunderts auf und hat mit Ausnahme des Nebengebäudes von An der Kirche 5 und dem Wohnhaus Moorfeldweg 1 auch durch die Neubauten keine Störung erfahren. Aktennummer: E-5-77-127-1.

## Baudenkmäler nach Ortsteilen

### Ettenstatt
| Lage                                                                                               | Objekt                                                      | Beschreibung | Akten-Nr.              | Bild           |
| -------------------------------------------------------------------------------------------------- | ----------------------------------------------------------- | --- | ---------------------- | -------------- |
| An der Kirche 3 (Standort)                                                                         | Evangelisch-lutherische Pfarrkirche St. Johannes der Täufer | Chorturmkirche, spätgotische Anlage um 1480, im Laufe des 17./18. Jahrhunderts mehrere Änderungen, barockisiert 1750, Erweiterung der Fenster 1848, Chorturm mit Helmkappe; mit Ausstattung           | D-5-77-127-1 Wikidata  | weitere Bilder |
| An der Kirche 3 (Standort)                                                                         | Friedhofsmauer                                              | Alter Teil, 18./19. Jahrhundert, im Kern spätmittelalterlich | D-5-77-127-1 Wikidata  | BW             |
| An der Kirche 4 (Standort)                                                                         | Zwei Inschriftsteine                                        | 1692 und 1739 | D-5-77-127-2 Wikidata  | BW             |
| An der Kirche 5 ()                                                                                 | Ehemaliges Gasthaus                                         | Zweigeschossiger Walmdachbau, 18. Jahrhundert | D-5-77-127-3 Wikidata  |                |
| Moorfeldweg 3 (Standort)                                                                           | Bauernhaus                                                  | Eingeschossiger Satteldachbau in Ecklage, zweite Hälfte 19. Jahrhundert | D-5-77-127-4 Wikidata  | BW             |
| Moorfeldweg 4 (Standort)                                                                           | Bischöflicher Wappenstein                                   | Vom ehemaligen Zehentstadel | D-5-77-127-5 Wikidata  | BW             |
| Obere Hauptstraße 1 (Standort)                                                                     | Steinkreuz                                                  | Mittelalterlich | D-5-77-127-13          | weitere Bilder |
| Pfannengasse 5 (Standort)                                                                          | Wohnhaus, Gasthaus                                          | Zweigeschossiger giebelständiger Satteldachbau, mit Ecklisenen, bezeichnet „1842“ | D-5-77-127-7 Wikidata  | BW             |
| Pfannengasse 6 (Standort)                                                                          | Dreiseithof, Wohnhaus                                       | Zweigeschossiger Satteldachbau, bezeichnet „1887“ | D-5-77-127-8 Wikidata  | BW             |
| Pfannengasse 6 (Standort)                                                                          | Dreiseithof, Scheune                                        | Massiver Satteldachbau, erste Hälfte 19. Jahrhundert | D-5-77-127-8 Wikidata  | BW             |
| Pfannengasse 6 (Standort)                                                                          | Dreiseithof, Nebengebäude                                   | Eingeschossiger Satteldachbau, 19. Jahrhundert | D-5-77-127-8 Wikidata  | BW             |
| Ringweg 2 (Standort)                                                                               | Bauernhaus                                                  | Zweigeschossiger giebelständiger Satteldachbau, massiv und Fachwerk verputzt, zweite Hälfte 17. Jahrhundert, zum Teil Fenstergewände 17. Jahrhundert, Fachwerkgiebel 1752 erneuert, bezeichnet „1752“ | D-5-77-127-9 Wikidata  | BW             |
| Untere Hauptstraße 1 (Standort)                                                                    | Wohnhaus                                                    | Zweigeschossiger Walmdachbau, mit Putzgliederung, bezeichnet „1858“ | D-5-77-127-10 Wikidata | BW             |
| Zehentgasse 6 (Standort)                                                                           | Bauernhaus                                                  | Eingeschossiger giebelständiger Satteldachbau, um 1860 | D-5-77-127-12 Wikidata | BW             |
| Drudenbaum; an der Straßengabelung Ellingen-Heideck/Walting, Südostecke des Grundstücks (Standort) | Steinkreuz                                                  | Mittelalterlich | D-5-77-127-14 Wikidata | weitere Bilder |

### Burg
| Lage               | Objekt     | Beschreibung                                           | Akten-Nr.              | Bild |
| ------------------ | ---------- | ------------------------------------------------------ | ---------------------- | ---- |
| Burg 21 (Standort) | Bauernhaus | Eingeschossiger Satteldachbau, im Kern 18. Jahrhundert | D-5-77-127-15 Wikidata | BW   |

### Enhofen
| Lage                  | Objekt                | Beschreibung | Akten-Nr.              | Bild |
| --------------------- | --------------------- | --- | ---------------------- | ---- |
| Enhofen 5 (Standort)  | Bauernhaus            | Eingeschossiges Wohnstallhaus mit Flachsatteldach und hohem Kniestock, in Jura-Bauweise, im Kern um 1755, überformt Anfang/Mitte 19. Jahrhundert | D-5-77-127-16 Wikidata | BW   |
| Enhofen 13 (Standort) | Ehemaliges Bauernhaus | Eingeschossiger Satteldachbau mit angebautem Flügel, erste Hälfte 19. Jahrhundert                                                                | D-5-77-127-17 Wikidata | BW   |

### Hundsdorf
| Lage                   | Objekt                          | Beschreibung                                      | Akten-Nr.              | Bild                            |
| ---------------------- | ------------------------------- | ------------------------------------------------- | ---------------------- | ------------------------------- |
| Hundsdorf 8 (Standort) | Bauernhaus eines Dreiseithofes  | Großer eingeschossiger Satteldachbau, 1897        | D-5-77-127-18 Wikidata | Bauernhaus eines Dreiseithofes  |
| Hundsdorf 9 (Standort) | Ehemaliges Gasthaus, Bauernhaus | Zweigeschossiger Satteldachbau, bezeichnet „1840“ | D-5-77-127-27 Wikidata | Ehemaliges Gasthaus, Bauernhaus |

### Kruglmühle
| Lage                    | Objekt  | Beschreibung                                                                                           | Akten-Nr.              | Bild |
| ----------------------- | ------- | --- | ---------------------- | ---- |
| Kruglmühle 1 (Standort) | Scheune | Eingeschossiger Satteldachbau, Giebel und Teile des Erdgeschosses fachwerksichtig, 18./19. Jahrhundert | D-5-77-127-20 Wikidata | BW   |

### Reuth unter Neuhaus
| Lage                              | Objekt                                    | Beschreibung | Akten-Nr.              | Bild           |
| --------------------------------- | ----------------------------------------- | --- | ---------------------- | -------------- |
| Burgstall ()                      | Burgstall                                 | Mittelalterlich; nicht nachqualifiziert, im Bayerischen Denkmal-Atlas nicht kartiert | D-5-77-127-22 Wikidata |                |
| Reuth unter Neuhaus 21 (Standort) | Bauernhaus                                | Zweigeschossiger Satteldachbau, in Jura-Bauweise, bezeichnet „1730“, Aufstockung im 19. Jahrhundert                                                                                               | D-5-77-127-23 Wikidata | BW             |
| Reuth unter Neuhaus 21 (Standort) | Stallgebäude                              | Angebaut, eingeschossiger Satteldachbau, massiv, 19. Jahrhundert | D-5-77-127-23 Wikidata | BW             |
| Reuth unter Neuhaus 22 (Standort) | Bauernhaus                                | Zweigeschossiger traufständiger Satteldachbau, bezeichnet „1842“ | D-5-77-127-24 Wikidata | BW             |
| Reuth unter Neuhaus 31 (Standort) | Evangelisch-lutherische Kirche St. Marien | Chorturmkirche, Turmuntergeschoss spätmittelalterlich, Erneuerung des Langhauses unter Leitung von Traugott Friedrich Schuchart 1748, Veränderungen 1840, Chorturm mit Spitzhelm; mit Ausstattung | D-5-77-127-21 Wikidata | weitere Bilder |
| Reuth unter Neuhaus 31 (Standort) | Kirchhofummauerung                        | 18./19. Jahrhundert | D-5-77-127-21 Wikidata | BW             |

### Wöllmetzhofen
| Lage                       | Objekt        | Beschreibung                                                        | Akten-Nr.              | Bild |
| -------------------------- | ------------- | ------------------------------------------------------------------- | ---------------------- | ---- |
| Wöllmetzhofen 8 (Standort) | Wohnstallhaus | Eingeschossiger traufständiger Satteldachbau, Mitte 19. Jahrhundert | D-5-77-127-26 Wikidata | BW   |

## Abgegangene Baudenkmäler
In diesem Abschnitt sind Objekte aufgeführt, die früher einmal in der Denkmalliste eingetragen waren, jetzt aber nicht mehr existieren, z. B. weil sie abgebrochen wurden. Aktennummern in diesem Abschnitt sind ehemalige, jetzt nicht mehr gültige Aktennummern.

| Lage                                | Objekt          | Beschreibung                                                                 | Akten-Nr.              | Bild          |
| ----------------------------------- | --------------- | ---------------------------------------------------------------------------- | ---------------------- | ------------- |
| Hundsdorf Hundsdorf 13 a (Standort) | Wohnstallhaus   | Eingeschossiger Satteldachbau, mit Zwerchhaus, zweite Hälfte 19. Jahrhundert | D-5-77-127-30 Wikidata | Wohnstallhaus |
| Hundsdorf In Hundsdorf (Standort)   | Ehemalige Mühle | Erdgeschossiger Fachwerkgiebelbau, 18. Jahrhundert                           | D-5-77-127-19 Wikidata | BW            |